# آلفرد دمپسی
آلفرد دمپسی (انگلیسی: Alfred Dempsey؛ 8 June 1865 – 1950 (aged 85)) بازیکن فوتبال اهل بریتانیا بود.
از باشگاه‌هایی که در آن بازی کرده‌است می‌توان به باشگاه فوتبال استوک سیتی و باشگاه فوتبال پرستون نورث اند اشاره کرد.